# ساموئل پولسون
ساموئل پولسون (انگلیسی: Samuel Påhlsson؛ زادهٔ ۱۷ دسامبر ۱۹۷۷) بازیکن هاکی روی یخ اهل سوئد بود.
وی همچنین برندهٔ جوایزی همچون جام استنلی شده‌است.
از باشگاه‌هایی که در آن بازی کرده‌است می‌توان به ونکوور کناکز و آناهایم داکس اشاره کرد.